# Czechów (przystanek kolejowy)
Czechów – zlikwidowany przystanek kolejowy w Czechowie, w województwie lubuskim, w Polsce. Znajduje się na linii nr 203 Tczew – Küstrin Kietz.
W przypadku elektryfikacji linii kolejowej nr 203 planuje się przywrócenie przystanku do użytku.